# The Last: Naruto the Movie
The Last: Naruto the Movie (ザ・ラスト‐ナルト・ザ・ムービー Za Rasuto: Naruto za Mūbī?). Es la décima película de la serie Naruto y la séptima y última película de Naruto Shippuden, hecha para conmemorar el 15.º aniversario de la franquicia. Esta es también la primera entrada del proyecto El Inicio de una Nueva Era, y la primera película en ser parte oficial de la historia del canon original de Naruto y está situada entre los dos últimos capítulos de la serie manga original. La nueva película también está presentando la próxima generación de personajes, que todavía tienen que ser entrenados.
Se estrenó en los cines el 6 de diciembre de 2014. The Last se convirtió en la película más taquillera de la franquicia, ganando ¥1.94 billones (US$16.5 millones). La película fue estrenada también en cines de México, Brasil, Perú, Chile, Argentina, Estados Unidos, Filipinas, Australia, China, Singapur, entre otros, convirtiéndose en la primera película de la franquicia en tener gran presencia internacional.

## Argumento
Dos años después de los acontecimientos de la Cuarta Guerra Mundial Shinobi y la última pelea entre Naruto Uzumaki y Sasuke Uchiha, La Luna que Hagoromo Ōtsutsuki creó para sellar el cuerpo de Kaguya Ōtsutsuki comienza a descender hacia la Tierra como un meteoro que destruiría todo en el impacto. La crisis es causada por Toneri Ōtsutsuki, descendiente de Hamura Ōtsutsuki a través de la rama secundaria del clan, determinado a cumplir con el legado de su antecesor, que la humanidad debe ser exterminada por usar chakra como arma por más de un milenio.
Durante el Festival de Rinne en Konoha, Hinata Hyuga espera darle a Naruto un regalo personal de amor - una bufanda roja - tejida por ella misma en memoria de una que Naruto solía llevar en la Academia, y Sakura se ofrece a ayudarle. Sin embargo, debido su timidez, ella no puede porque Naruto está recibiendo varios regalos de las chicas y ninjas de Konoha, incluyendo otra bufanda, por su reputación de Héroe Mundial. Mientras tanto, Toneri se infiltra en Konoha para secuestrar a Hanabi Hyuga, después de no poder capturar a Hinata, y la bufanda queda desgarrada. Preparados para la misión, Naruto, Hinata, Sakura, Sai, y Shikamaru van a rescatar a Hanabi. El Sexto Hokage Kakashi Hatake le da un reloj especial a Shikamaru, el cual solamente lo tienen los Cinco Kages, que al parecer está contando hasta el día del juicio final. En el viaje, el grupo investiga a través de la aldea abandonada del clan Ōtsutsuki, y Naruto comienza poco a poco a darse cuenta del verdadero amor a Hinata mientras está atrapado en un genjutsu, al haber experimentado recuerdos de su infancia. En algún momento, Toneri roba el Byakugan de Hanabi y lo implanta en sus propias cuencas de ojos vacías, despertando el Tenseigan sellado por los descendientes de Hamura durante el último milenio. Cuando finalmente Naruto decide confesar su amor a Hinata, Toneri llega y le propone a Hinata casarse con él; ella "acepta" su oferta, lo que hace que el corazón de Naruto se rompa y caiga en una profunda depresión, además de que la mitad de su chakra había sido absorbido por Toneri. Al mismo tiempo, las aldeas se defienden contra los meteoritos, y evacuan a los civiles. En ausencia de Naruto, Sasuke vuelve a proteger a Konoha.
Después de tres días, Naruto se despierta de la pesadilla y ve a Sakura severamente debilitada debido a que lo ayudó en su recuperación, y se da cuenta de que Hinata realmente lo ama mucho. Después, Naruto y los demás se dirigen a la base de la Luna de Toneri. Mientras tanto, en el palacio de Toneri, Toneri le pide a Hinata que le teja una bufanda roja y se case con él. Pero en realidad, Hinata sólo acepta la propuesta de Toneri para destruir el altar Tenseigan, ya que Toneri ha malinterpretado el Decreto Celestial. Desafortunadamente, antes de que Hinata pueda hacerlo, Toneri se da cuenta del engaño, le lava el cerebro, y destruye la bufanda que en realidad había hecho para Naruto. El equipo de Naruto finalmente llega y comienza un ataque masivo contra el palacio de Toneri. El equipo se divide, Naruto va a rescatar a Hinata en la ceremonia, mientras que los otros van por Hanabi. Hinata, con la ayuda de Naruto logra destruir el altar. Sin embargo, el Tenseigan de Toneri ya preparado le otorga el poder de cortar la Luna en medio, y coloca a Hinata en una jaula de pájaro gigante. Naruto entra en Modo Sabio del Chakra de las Nueve Colas, y comienza el gran combate. Cerca del final, Naruto agarra el último jirón restante de la bufanda y junta su chakra en su brazo derecho dándole un fuerte golpe a Toneri, lo suficiente para inmovilizarlo contra una pared, revirtiendo su Tenseigan de nuevo al Byakugan de Hanabi. Hinata aprovecha la oportunidad para recuperar los ojos de su hermana. Toneri no se da por vencido e intenta absorber los Byakugan de su santuario, pero la exposición a luz del sol está a punto de destruirlo, afortunadamente, Naruto lo salva y en el proceso logran detener la luna. Naruto y Hinata llevan a Toneri al cementerio donde están enterrados los otros miembros de su clan, y le hacen darse cuenta de que lo que está haciendo no es lo que su ancestro deseaba. Toneri se da cuenta de su error, y permanece aislado en la Luna, ya que vuelve a la órbita. Naruto le comenta a Hinata que la bufanda roja que ya tenía antes era de su difunta madre, Kushina Uzumaki, entonces él confiesa su amor por Hinata y los dos se besan.
Durante los créditos finales, escenas muestran la boda de Naruto y Hinata, a la que asistieron sus amigos y familiares. En una escena poscréditos, ambientada en la época del epílogo de la serie, la pareja juega con sus hijos, Boruto y Himawari.

## Reparto
| Personaje           | Actor de voz        |
| ------------------- | ------------------- |
| Naruto Uzumaki      | Junko Takeuchi      |
| Hinata Hyuga        | Nana Mizuki         |
| Sasuke Uchiha       | Noriaki Sugiyama    |
| Toneri Ōtsutsuki    | Jun Fukuyama        |
| Sakura Haruno       | Chie Nakamura       |
| Sai                 | Satoshi Hino        |
| Kakashi Hatake      | Kazuhiko Inoue      |
| Rock Lee            | Yōichi Masukawa     |
| Tenten              | Yukari Tamura       |
| Might Guy           | Masashi Ebara       |
| Shikamaru Nara      | Shōtarō Morikubo    |
| Choji Akimichi      | Kentarō Itō         |
| Ino Yamanaka        | Ryōka Yuzuki        |
| Kiba Inuzuka        | Kōsuke Toriumi      |
| Shino Aburame       | Shinji Kawada       |
| Gaara               | Akira Ishida        |
| Kankuro             | Yasuyuki Kase       |
| Temari              | Romi Park           |
| Hanabi Hyuga        | Kiyomi Asai         |
| Cuarto Raikage, A   | Hideaki Tezuka      |
| Killer Bee          | Hisao Egawa         |
| Ōnoki               | Tomomichi Nishimura |
| Mei Terumī          | Yurika Hino         |
| Chōjūrō             | Kōki Miyata         |
| Iruka Umino         | Toshihiko Seki      |
| Konohamaru Sarutobi | Ikue Ōtani          |
| Kurenai Yuhi        | Rumi Ochiai         |
| Mirai Sarutobi      | TBA                 |
| Teuchi              | Eisuke Asakura      |
| Boruto Uzumaki      | Kokoro Kikuchi      |
| Himawari Uzumaki    | Yūki Kuwahara       |
| Izumo Kamizuki      | Tomohiro Tsuboi     |
| Kotetsu Hagane      | Tomoyuki Kōno       |

## Producción

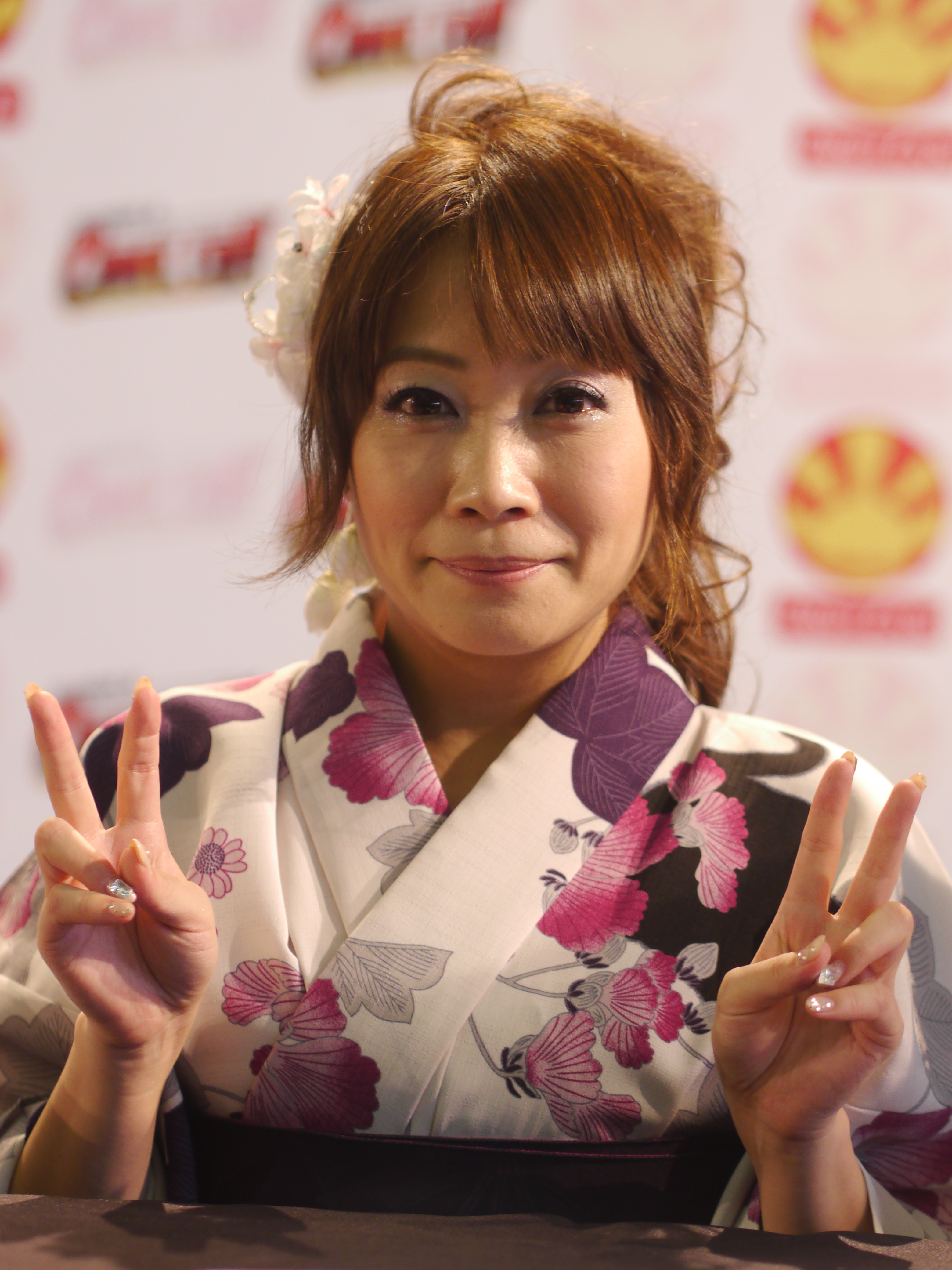
Junko Takeuchi, seiyū de Naruto. Fotografía tomada en la 14° edición de la Japan Expo en el 2013. Organizado por 'Parc de expositions en Paris, Francia.

La película está dirigida por Tsuneo Kobayashi, mientras que el autor del manga Masashi Kishimoto está proporcionando el concepto de la historia, diseño de personajes, y la supervisión editorial completa. La película fue anunciada por primera vez en la Jump Festa de 2012. Se estrenó el 6 de diciembre de 2014, lo que la convirtió en la primera película de la franquicia en ser lanzada dos años después de la película anterior. Su primer teaser fue revelado el 31 de julio de 2014.
La película fue fuertemente promocionada en el período previo al final del manga de Naruto. En la revista Weekly Shonen Jump, se mostraron los nuevos diseños de personajes, además de la información de los mismos. Se anunció que un nuevo personaje con la voz de Jun Fukuyama hizo una aparición en el película. Fukuyama también pidió a los aficionados a disfrutar de la película una vez que se publique. Una edición limitada del libro de datos oficial de la película se distribuyó con la película. Una novela que basada en la película de edición limitada, saldrá dos días después del estreno de la misma y además tendrá un one-shot hecho por Kishimoto.
El dúo masculino Sukima Switch está llevando a cabo el tema de la película, "Hoshi no Utsuwa" (Star barco); el productor Takuyuki Hirobe había pedido el dúo hacer una canción que invoca una actitud suave pero potente del mundo en la realización de la película. El sencillo fue lanzado el 3 de diciembre de 2014. Una canción de personaje para Hinata Hyuga también se anunció, con el título "Fuyu no Owari ni" (En el fin del invierno) por Nana Mizuki.

## Taquilla
Durante su primera semana, The Last obtuvo ¥515 millones (US$4.35 millones). La película ha ganado ¥1.29 billones después de tres semanas. Y a finales de diciembre de 2014, ya había ganado cerca de ¥1.75 billones (US$14.76 millones) y se convirtió en la película más taquillera de la franquicia, sólo superada por la más reciente, Boruto: Naruto The Movie.

## Secuela
Artículo principal: Boruto: Naruto the Movie
Después de la escena poscréditos de The Last, se ha mostrado un teaser tráiler de una película basada en el hijo de Naruto y Hinata, Boruto Uzumaki, para un lanzamiento el agosto de 2015. Masashi Kishimoto confirma estar involucrado como productor supervisor ejecutivo, escritor y diseñador de personajes, generando la historia a la próxima generación. La secuela se ata en el Proyecto de la Nueva Era.